# Préfecture de Sima
La préfecture de Sima est une préfecture des Comores, sur l'île d'Anjouan. Elle se compose de trois communes : Sima, Vouani, Moya.